# 小倉將信
小倉 將信（おぐら まさのぶ、1981年〈昭和56年〉5月30日 - ）は、日本の政治家。
女性活躍担当大臣兼共生社会担当大臣兼孤独・孤立対策担当大臣兼内閣府特命担当大臣（こども政策・少子化対策・若者活躍・男女共同参画）（第2次岸田第1次改造内閣）、総務大臣政務官（第3次安倍第3次改造内閣・第4次安倍内閣）、衆議院議員（4期）、自由民主党青年局長、同副幹事長などを歴任した。

## 来歴
東京都出身。
栄光学園中学校・高等学校を経て、2004年に東京大学法学部（国際私法：石黒一憲ゼミ）を卒業し、日本銀行に入行。2009年にオックスフォード大学大学院を修了し、金融経済学修士号を取得。
2011年7月、日本銀行を退職。同年11月、自民党東京都連の公募により、衆議院東京23区支部長に就任。
2012年12月の第46回衆議院議員総選挙で東京23区から立候補し民主党現職の櫛渕万里・日本維新の会の伊藤俊輔らを破り初当選。
2014年12月の第47回衆議院議員総選挙では、東京23区で櫛渕・伊藤を再び破り、再選。2017年8月7日、第3次安倍第3次改造内閣で総務大臣政務官（主な担当は、地方自治（地方行政、地方財政、地方税制に消防））に就任。
2017年10月の第48回衆議院議員総選挙で3選。
2019年9月、自民党国会対策副委員長（総務委員会、消費者問題に関する特別委員会の担当）に就任。2020年10月、自民党総務部会長代理に就任。地方行政、情報通信から行政評価に至るまでの分野を所掌。
2021年10月31日の第49回衆議院議員総選挙で野党統一候補の伊藤俊輔（立憲民主党所属）を破り4選。同月、第52代の自由民主党青年局長に就任。同時に、自由民主党税制調査会の幹部（インナー）に最年少で就任。この間、金融調査会、デジタル社会推進本部、新しい資本主義実行本部等の事務局長を務め、小林鷹之、牧島かれんらとともに自民党の「事務局長族」と呼ばれるようになる。
2022年8月10日、第2次岸田第1次改造内閣で内閣府特命担当大臣（少子化対策担当、こども政策、男女共同参画、女性活躍、孤独・孤立対策、共生社会）に任命され初入閣。戦後7番目の若さでの入閣となった。
2022年9月9日、静岡県牧之原市の認定こども園で起きた牧之原幼稚園バス3歳女児死亡事件を受けて、岸田は小倉を座長とする関係府省会議の設置を指示。小倉は、「同じような事件が２度起きてしまったので、もう３度目はあってはならない。私を中心に政府としてできることは何でもやる。そのような覚悟を持ってスピード感を持って検討を進めたい」と発言。同年10月には、通園バスの園児所在確認と安全装置導入の義務化ならびに安全装置導入の全額補助等を内容とする緊急対策を取りまとめた。
2023年1月6日、異次元の少子化対策を行うことを表明した岸田は、小倉に児童手当を中心とする経済的支援の強化、全ての子育て家庭を対象としたサービスの充実、育児休業の拡大を含む仕事と育児の両立支援などを検討するための新たな会議体の設置を指示。これを受けて、小倉自らを座長とする関係府省会議を開催。同年3月31日に試案を公表した。
2023年4月1日、こども家庭庁の初代大臣に就任（長官は渡辺由美子）。
2023年9月の内閣改造で大臣を退任し、自民党副幹事長、孤独・孤立特命委員長、デジタル社会推進本部長代理、新しい資本主義実行本部事務総長、「こども・若者」輝く未来実現本部事務局長等に就任。翌年1月より自民党政治刷新本部事務局長として「中間とりまとめ（国民の信頼回復に向けて）」を提言。
2024年自由民主党総裁選挙では小泉進次郎を推し、小泉陣営の選挙運動の中心的役割を担った。その総裁選挙終了後となる10月2日、体調不良による療養専念を理由として、同月に予定される次期総選挙に立候補しない意向を表明した。後に2025年1月に自身のブログで明らかにしたところによれば、2024年夏に新型コロナウイルス感染症（COVID-19）に罹患し、その後遺症が長引いた影響で同年9月の時点で咳や呼吸困難が続き、医師から「大声を出しながら朝から晩まで動くなどの選挙運動に入れば、病状が悪化し、この先ずっと肺に疾患を抱えたままになる恐れがある」と診断され、体調回復に専念するために総選挙への立候補を断念したという。2025年1月の段階では体調はほぼ回復し、以前のように政治活動の再開も見込めるとしている。

## 政策・主張
- モノレールの普及を応援する議員連盟事務局長として、多摩都市モノレールの町田方面延伸へ向けた取り組みに尽力している。
- 指定自動車教習所を応援する議員連盟の事務局長として、人口減少、高齢化に伴う指定自動車教習所教習所が直面している課題解決に向け尽力している。
- 団地の高齢化対策や空き家対策など、住宅団地を活性化するための取組みを行っている。
- 特許収入に対する法人税率を大幅引き下げする「パテントボックス税制」の導入を公約に掲げている[22]。
- 国会定数削減・通年国会・国民投票制度・一院制などを主張している[22]。
- 外国人参政権の付与に反対[22]。
- 人権擁護法案に反対[22]。
- 選択的夫婦別姓制度の導入に2014年の調査では反対としていたが[22][23]、2017年の調査では「どちらかといえば賛成」としている[24]。
- 女性宮家の創設に反対[25]
- 受動喫煙防止を目的に飲食店などの建物内を原則禁煙とする改正健康増進法について、「原則としては飲食店の広さに関係なく屋内禁煙とし、喫煙専用室内でのみ喫煙を可能とすべき」とした上で、「喫煙専用室等の整備をすることが困難な経営規模の小さな既存飲食店については必要な経過措置を設けるべき」としている[26]。

## 人物
- 趣味ダイエット、特技リバウンド
- 日本モノレール協会 顧問
- 三多摩サッカー連盟 副会長
- 茶道裏千家 淡交会東京第八南支部 顧問
- 町田リトル・リトルシニア野球協会 後援会長
- 町田市書道連盟 顧問
- 町田市聴覚障害者協会 相談役
- 桜美林大学 客員教授
- 2013年11月にテレビ朝日アナウンサーの島本真衣と結婚したが、2015年4月29日に離婚を発表した。2021年10月、一般女性と再婚。
- 再婚後、2カ月半で離婚。

## 選挙歴
| 当落                        | 選挙                   | 施行日         | 選挙区       | 政党       | 得票数  | 得票率 (%) | 得票順位 /候補者数 | 定数 | 票差 (と次点者) | 惜敗率 (%) | 比例区 順位 | 政党当選者数 /政党候補者数 |
| --------------------------- | ---------------------- | -------------- | ------------ | ---------- | ------- | ---------- | ------------------ | ---- | --------------- | ---------- | ----------- | -------------------------- |
| 当                          | 第46回衆議院議員総選挙 | 2012年12月16日 | 東京都第23区 | 自由民主党 | 87,192  | 30.16      | 1/6                | 1    | 23,223          | -          | -           | -                          |
| 当                          | 第47回衆議院議員総選挙 | 2014年12月14日 | 東京都第23区 | 自由民主党 | 104,709 | 41.16      | 1/4                | 1    | 41,003          | -          | -           | -                          |
| 当                          | 第48回衆議院議員総選挙 | 2017年10月22日 | 東京都第23区 | 自由民主党 | 110,552 | 44.95      | 1/3                | 1    | 34,102          | -          | -           | -                          |
| 当                          | 第49回衆議院議員総選挙 | 2021年10月31日 | 東京都第23区 | 自由民主党 | 133,203 | 51.25      | 1/2                | 1    | 6,474           | -          | -           | -                          |
| 当選回数4回 （衆議院議員4） |                        |                |              |            |         |            |                    |      |                 |            |             |                            |

## 所属議員連盟
- 時代に適した風営法を求める議員連盟事務局長
- 遊技産業議員連盟 事務局長[27]

- ブロックチェーン推進議員連盟
- モノレールの普及を応援する議員連盟
- 指定自動車教習所を応援する議員連盟
- 都市における農業を考える若手議員の会
- LPG対策議員連盟
- 環境保全議員連盟
- 自由民主党水道事業促進議員連盟
- 看護問題対策議員連盟
- 観光産業振興議員連盟
- 住宅対策促進議員連盟
- 全国保育関係議員連盟
- 行政書士制度推進議員連盟
- 小規模企業税制確立議員連盟
- 自由民主党消防議員連盟
- 日本会議国会議員懇談会[28]
- 自由民主党自動車整備議員連盟
- 自動車議員連盟
- 日豪国会議員連盟
- 日仏友好議員連盟
- 証券市場育成等議員連盟
- みんなで靖国神社に参拝する国会議員の会[28]
- コンピュータ会計推進議員連盟（TKC議連）
- 税理士制度改革推進議員連盟
- 司法書士制度推進議員連盟
- 更生保護を考える議員の会
- 保険制度改善推進議員連盟
- さくら振興議員連盟
- 自由民主党バス議員連盟
- マンション対策議員連盟
- 物流倉庫振興推進議員連盟
- 日本建設職人社会振興議員連盟
- 自由民主党冠婚葬祭互助制度振興議員連盟
- 公団住宅居住者を守る議員連盟
- 対中政策に関する国会議員連盟
- 人権外交を超党派で考える議員連盟 [29]